# Coon Valley
Coon Valley ist eine Gemeinde (mit dem Status „Village“) im Vernon County im US-amerikanischen Bundesstaat Wisconsin. Im Jahr 2010 hatte Coon Valley 765 Einwohner.

## Geografie
Coon Valley liegt im Südwesten Wisconsins am Coon Creek, der 21,7 km westsüdwestlich des Ortes in den Mississippi mündet. Der am Mississippi gelegene Schnittpunkt der drei Bundesstaaten Minnesota, Iowa und Wisconsin befindet sich 37,4 km südwestlich. 
Coon Valley liegt in der Driftless Area genannten eiszeitlich geformten Region, die sich über das südöstliche Minnesota, das südwestliche Wisconsin, das nordöstliche Iowa und das äußerste nordwestliche Illinois erstreckt. Bei der letzten Eiszeit, der so genannten Wisconsin Glaciation, blieb die Region eisfrei, sodass sich die Flusstäler auch während dieser Zeit tiefer in das Plateau einschneiden konnten.
Die geografischen Koordinaten von Coon Valley sind 43°42′08″ nördlicher Breite und 91°00′48″ westlicher Länge. Das Gemeindegebiet erstreckt sich über eine Fläche von 2,82 km². Der Ort wird vollständig von der Town of Coon umschlossen, ohne dieser anzugehören.
Nachbarorte von Coon Valley sind Cashton (22,4 km ostnordöstlich), Westby (15,4 km ostsüdöstlich), Viroqua (24,4 km südöstlich), Chaseburg (9,6 km südwestlich), Stoddard an der Mündung des Coon Creek in den Mississippi (21,7 km westsüdwestlich) und Shelby (15,4 km nordwestlich).
Die nächstgelegenen Großstädte sind Green Bay am Michigansee (325 km ostnordöstlich), Wisconsins größte Stadt Milwaukee (314 km ostsüdöstlich), Wisconsins Hauptstadt Madison (174 km südöstlich), Rockford in Illinois (299 km südöstlich), die Quad Cities in Illinois und Iowa (281 km südlich), Cedar Rapids in Iowa (261 km südsüdwestlich), Rochester in Minnesota (147 km westnordwestlich) und die Twin Cities in Minnesota (261 km nordwestlich).

## Verkehr
Die auf einem gemeinsamen Streckenabschnitt verlaufenden US-Highways 14 und 61 führen in West-Ost-Richtung als Hauptstraße durch Coon Valley. Am westlichen Stadtrand kreuzt versetzt der Wisconsin State Highway 162. Alle weiteren Straßen sind untergeordnete Landstraßen, teils unbefestigte Fahrwege sowie innerörtliche Verbindungsstraßen.
Die nächsten Flughäfen sind der La Crosse Regional Airport (36,7 km nordnordwestlich), der Rochester International Airport in Rochester, Minnesota (146 km westnordwestlich) und der Dane County Regional Airport in Madison (186 km südöstlich).

## Bevölkerung
Nach der Volkszählung im Jahr 2010 lebten in Coon Valley 765 Menschen in 324 Haushalten. Die Bevölkerungsdichte betrug 271,3 Einwohner pro Quadratkilometer. In den 324 Haushalten lebten statistisch je 2,32 Personen. 
Ethnisch betrachtet setzte sich die Bevölkerung zusammen aus 98,3 Prozent Weißen, 0,1 Prozent (eine Person) Afroamerikanern, 0,7 Prozent Asiaten sowie 0,5 Prozent aus anderen ethnischen Gruppen; 0,4 Prozent stammten von zwei oder mehr Ethnien ab. Unabhängig von der ethnischen Zugehörigkeit waren 0,7 Prozent der Bevölkerung spanischer oder lateinamerikanischer Abstammung. 
22,7 Prozent der Bevölkerung waren unter 18 Jahre alt, 55,9 Prozent waren zwischen 18 und 64 und 21,4 Prozent waren 65 Jahre oder älter. 47,5 Prozent der Bevölkerung war weiblich.
Das mittlere jährliche Einkommen eines Haushalts lag bei 54.500 USD. Das Pro-Kopf-Einkommen betrug 24.571 USD. 9,2 Prozent der Einwohner lebten unterhalb der Armutsgrenze.